# Општина Босилово
Општина Босилово (мкд. Босилово) је једна од 10 општина Југоисточног региона у Северној Македонији. Седиште општине је истоимено село Босилово.

## Положај
Општина Босилово налази се у југоисточном делу Северне Македоније. Са других страна налазе се друге општине Северне Македоније:
- север — Општина Берово
- исток — Општина Ново Село
- југ — Општина Струмица
- запад — Општина Васиљево

## Природне одлике
Рељеф: Општина Босилово већим делом припада области Струмичког поља, које је равно и плодно. Северни део општине је у области планине Огражден.
Клима у општини је топлија варијанта умерене континенталне климе због утицаја Средоземља.
Воде: Река Стара Река је најзначајнији водоток у општини и сви мањи водотоци се уливају у ову реку. На крајњем југу општине протиче река Струмица.

## Становништво
Општина Босилово имала је по последњем попису из 2002. г. 14.260 ст., од чега у седишту општине 1.698 ст. (12%). Општина је средње густо насељена.
Национални састав по попису из 2002. године био је:
|           | Број   | Постотак |
| Укупно    | 14.260 | 100%     |
| Македонци | 13.649 | 95,7%    |
| Турци     | 495    | 3,5%     |
| остали    | 116    | 0,8%     |

## Насељена места
У општини постоји 16 насељених места, сва са статусом села:
| - Босилово - Боријево - Гечерлија - Дрвош | - Еднокућево - Иловица - Моноспитово - Петралинци | - Радово - Робово - Сарај - Секирник | - Стари Балдовци - Турново - Хамзалија - Штука |  |